# Buhta Lavrova
Die Buhta Lavrova (englische Transkription von russisch Бухта Лаврова Buchta Lawrowa, deutsch ‚Lawrowbucht‘) ist eine Bucht an der Banzare-Küste des ostantarktischen Wilkeslands. Sie liegt südöstlich des Kap Spieden. 
Russische Wissenschaftler benannten sie. Der Namensgeber ist nicht überliefert.